# Samuel Laing (Politiker)

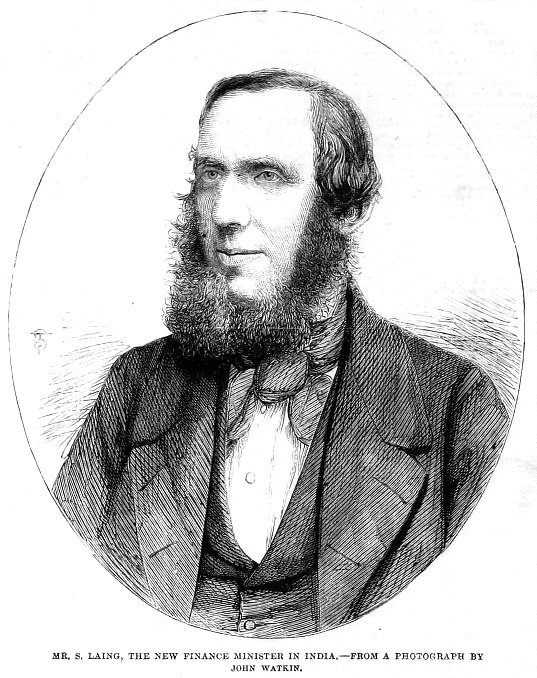
Samuel Laing 1860

Samuel Laing, DL (* 12. Dezember 1812 in Edinburgh; † 6. August 1897 in Sydenham) war ein britischer Politiker, Eisenbahnadministrator und Sachbuchautor.

## Leben
Laing wurde 1812 als ältester Sohn des Schriftstellers und Politikers Samuel Laing und dessen Ehefrau Agnes in Edinburgh geboren. Er ist damit Neffe des Historikers und Schriftstellers Malcolm Laing. Er besuchte eine Privatschule im englischen Houghton-le-Spring und studierte dann Rechtswissenschaften am St John’s College in Cambridge. Nach seinem Bachelorabschluss 1832 schloss sich Laing der Anwaltskammer Lincoln’s Inn an. Nachdem er 1835 seinen Masterabschluss erworben hatte, erhielt er 1937 seine Zulassung als Anwalt.
1841 heiratete Laing seine Ehefrau Mary. Zwischen 1842 und 1846 war er im Fachbereich „Eisenbahn“ des Handelsausschusses tätig. 1845 war er außerdem Mitglied der Bahnkommission. Zweimal, zunächst zwischen 1848 und 1855, dann zwischen 1867 und 1894, war Laing Vorsitzender der London, Brighton and South Coast Railway. Des Weiteren gehörte Laing zu den neun Geschäftsleuten, welche die Crystal Palace Company gründeten und den Crystal Palace aufkauften. Laing saß der Gesellschaft vor. Außerdem war er Vorsitzender der General Credit and Finance Company sowie stellvertretender Vorsitzender der Great Eastern Railway. Laing verstarb 1897 in seinem Wohnhaus im Londoner Stadtteil Sydenham.

## Politischer Werdegang
Bei den Unterhauswahlen 1852 kandidierte Laing für die Liberal Party im Wahlkreis Wick Burghs. Er errang das Mandat und zog in der Folge erstmals in das britische Unterhaus ein. Bei den folgenden Wahlen 1857 verlor Laing sein Mandat, um es dann bei den Wahlen 1859 wiederzuerlangen. Zwischen 1859 und 1860 bekleidete Laing die Position des Staatssekretärs für Finanzen. 1860 wurde er dann zum Finanzminister für die Kolonie Indien ernannt und gab sein Mandat für Wick Burghs zurück. Nach seiner Rückkehr ins Vereinigte Königreich trat er bei den folgenden Unterhauswahlen 1865 wieder für Wick Burghs an und errang das Mandat ein weiteres Mal. Bei den Unterhauswahlen 1868 unterlag Laing seinem Kontrahenten George Loch und schied zunächst aus dem Unterhaus aus.
Nach dem Ableben des liberalen Abgeordneten Frederick Dundas im Winter 1872 waren im Wahlkreis Orkney and Shetland Nachwahlen vonnöten. Zu diesen trat Laing an und errang das Mandat. Bei den folgenden Unterhauswahlen 1880 verteidigte er sein Mandat für Orkney and Shetland. Zu den Unterhauswahlen 1885 trat Laing nicht mehr an. Das Mandat des Wahlkreises ging an seinen Parteikollegen Leonard Lyell.

## Schriften
- Railway taxation. Vacher & Sons, Westminster 1849.
- Modern science and modern thought. Chapman & Hall, London 1885.
- A modern Zoroastrian. F. V. White & Co., London 1887.
- Human Origins. Chapman & Hall, London 1893.
- Problems of the future and essays. Chapman & Hall, London 1893.